# Världscupen i backhoppning 1994/1995
Världscupen i backhoppning 1994/1995 hoppades 10 december 1994-26 februari 1995 och vanns av Andreas Goldberger, Österrike före Roberto Cecon, Italien och Janne Ahonen, Finland.

## Deltävlingar
| Datum            | Plats                  | Etta                                                               | Tvåa                                                                                 | Trea                                                                    |
| ---------------- | ---------------------- | ------------------------------------------------------------------ | ------------------------------------------------------------------------------------ | ----------------------------------------------------------------------- |
| 10 december 1994 | Planica                | Kazuyoshi Funaki                                                   | Andreas Goldberger                                                                   | Janne Ahonen                                                            |
| 11 december 1994 | Planica                | Andreas Goldberger                                                 | Mika Laitinen                                                                        | Lasse Ottesen                                                           |
| 30 december 1994 | Oberstdorf             | Reinhard Schwarzenberger                                           | Andreas Goldberger                                                                   | Jens Weissflog                                                          |
| 1 januari 1995   | Garmisch-Partenkirchen | Janne Ahonen                                                       | Andreas Goldberger                                                                   | Jani Soininen                                                           |
| 4 januari 1995   | Innsbruck              | Kazuyoshi Funaki                                                   | Andreas Goldberger                                                                   | Mika Laitinen                                                           |
| 6 januari 1995   | Bischofshofen          | Andreas Goldberger                                                 | Roberto Cecon                                                                        | Dieter Thoma                                                            |
| 8 januari 1995   | Willingen              | Andreas Goldberger                                                 | Kazuyoshi Funaki                                                                     | Dieter Thoma                                                            |
| 14 januari 1995  | Engelberg              | Roberto Cecon                                                      | Janne Ahonen                                                                         | Jani Soininen                                                           |
| 15 januari 1995  | Engelberg              | Roberto Cecon                                                      | Andreas Goldberger                                                                   | Janne Ahonen                                                            |
| 21 januari 1995  | Sapporo                | Andreas Goldberger                                                 | Janne Ahonen                                                                         | Takanobu Okabe                                                          |
| 22 januari 1995  | Sapporo                | Nicolas Dessum                                                     | Takanobu Okabe                                                                       | Janne Ahonen                                                            |
| 27 januari 1995  | Lahtis                 | Andreas Goldberger                                                 | Jens Weissflog                                                                       | Jani Soininen                                                           |
| 28 januari 1995  | Lahtis                 | - Mika Laitinen - Ari-Pekka Nikkola - Jani Soininen - Janne Ahonen | - Andreas Widhölzl - Reinhard Schwarzenberger - Christian Moser - Andreas Goldberger | - Naoki Yasuzaki - Jin’ya Nishikata - Kazuyoshi Funaki - Takanobu Okabe |
| 29 januari 1995  | Lahtis                 | Jens Weissflog                                                     | Jakub Sucháček                                                                       | Kazuyoshi Funaki                                                        |
| 1 februari 1995  | Kuopio                 | Toni Nieminen                                                      | Reinhard Schwarzenberger                                                             | Jens Weissflog                                                          |
| 4 februari 1995  | Falun                  | Roberto Cecon                                                      | Takanobu Okabe                                                                       | Jens Weissflog                                                          |
| 5 februari 1995  | Falun                  | Espen Bredesen                                                     | Jani Soininen                                                                        | Kazuyoshi Funaki                                                        |
| 8 februari 1995  | Lillehammer            | Andreas Goldberger                                                 | Takanobu Okabe                                                                       | Roberto Cecon                                                           |
| 12 februari 1995 | Oslo                   | Andreas Goldberger                                                 | Takanobu Okabe                                                                       | Jens Weissflog                                                          |
| 18 februari 1995 | Vikersund              | Andreas Goldberger                                                 | Takanobu Okabe                                                                       | Lasse Ottesen                                                           |
| 19 februari 1995 | Vikersund              | Andreas Goldberger                                                 | Takanobu Okabe                                                                       | Roberto Cecon                                                           |
| 25 februari 1995 | Oberstdorf             | Andreas Goldberger                                                 | Roberto Cecon                                                                        | Jens Weissflog                                                          |

## Slutställning (30 bästa)
| Placering | Namn               | Nationalitet | Poäng |
| --------- | ------------------ | ------------ | ----- |
| 1         | Andreas Goldberger | Österrike    | 1571  |
| 2         | Roberto Cecon      | Italien      | 935   |
| 3         | Janne Ahonen       | Finland      | 869   |
| 4         | Kazuyoshi Funaki   | Japan        | 843   |
| 5         | Takanobu Okabe     | Japan        | 821   |
| 6         | Jens Weissflog     | Tyskland     | 683   |
| 7         | Jani Soininen      | Finland      | 606   |
| 8         | Ari-Pekka Nikkola  | Finland      | 572   |
| 9         | Mika Laitinen      | Finland      | 564   |
| 10        | Lasse Ottesen      | Norge        | 472   |

| Placering | Namn                     | Nationalitet | Poäng |
| --------- | ------------------------ | ------------ | ----- |
| 11        | Toni Nieminen            | Finland      | 464   |
| 12        | Nicolas Dessum           | Frankrike    | 443   |
| 13        | Nicolas Jean-Prost       | Frankrike    | 421   |
| 14        | Reinhard Schwarzenberger | Österrike    | 394   |
| 15        | Espen Bredesen           | Norge        | 356   |
| 16        | Jakub Sucháček           | Tjeckien     | 338   |
| 17        | Hansjörg Jäkle           | Tyskland     | 270   |
| 18        | Dieter Thoma             | Tyskland     | 240   |
| 19        | Naoto Itō                | Japan        | 225   |
| 20        | Franci Petek             | Slovenien    | 215   |

| Placering | Namn             | Nationalitet | Poäng |
| --------- | ---------------- | ------------ | ----- |
| 21        | Christian Moser  | Österrike    | 202   |
| 22        | Gerd Siegmund    | Tyskland     | 200   |
| 23        | Bruno Reuteler   | Schweiz      | 182   |
| 24        | Urban Franc      | Slovenien    | 180   |
| 25        | Jin’ya Nishikata | Japan        | 171   |
| 26        | Andreas Widhölzl | Österrike    | 169   |
| 27        | Hiroya Saitō     | Japan        | 151   |
| 28        | Naoki Yasuzaki   | Japan        | 129   |
| 28        | Didier Mollard   | Frankrike    | 129   |
| 30        | Robert Meglič    | Slovenien    | 108   |

## Skidflygningscupen - slutställning (15 bästa)
| Pos. | Namn                     | Poäng |
| ---- | ------------------------ | ----- |
| 1.   | Andreas Goldberger (AUT) | 300   |
| 2.   | Takanobu Okabe (JPN)     | 189   |
| 3.   | Roberto Cecon (ITA)      | 185   |
| 4.   | Lasse Ottesen (NOR)      | 123   |
| 5.   | Janne Ahonen (FIN)       | 100   |
| 5.   | Mika Laitinen (FIN)      | 98    |
| 7.   | Kazuyoshi Funaki (JPN)   | 90    |
| 8.   | Jakub Sucháček (CZE)     | 83    |
| 9.   | Zbynek Krompolc (CZE)    | 79    |
| 10.  | Ari-Pekka Nikkola (FIN)  | 76    |
| 11.  | Jaroslav Sakala (CZE)    | 75    |
| 12.  | Urban Franc (SLO)        | 64    |
| 13.  | Espen Bredesen (NOR)     | 61    |
| 14.  | Jens Weissflog (GER)     | 60    |
| 15.  | Gerd Siegmund (GER)      | 50    |

## Nationscupen - slutställning
| Pos. | Nation    | Poäng |
| ---- | --------- | ----- |
| 1.   | Finland   | 3457  |
| 2.   | Österrike | 2689  |
| 3.   | Japan     | 2610  |
| 4.   | Tyskland  | 1864  |
| 5.   | Norge     | 1247  |
| 6.   | Frankrike | 1112  |
| 7.   | Italien   | 964   |
| 8.   | Tjeckien  | 789   |
| 9.   | Slovenien | 699   |
| 10.  | Schweiz   | 354   |
| 11.  | Polen     | 70    |
| 12.  | Sverige   | 53    |
| 13.  | Slovakien | 9     |